# Dragonland
Dragonland — метал-группа из Швеции, исполняющая музыку в стиле симфо-пауэр-метал, образованная в 1999 году. Dragonland является одной из наиболее заметных групп в стиле фэнтези с использованием оригинального симфонического и электронного звучания.

## История
Группа была основана в 1999 году гитаристами Никласом Магнуссоном и Йонасом Хайгертом.  Вскоре после Дэниела Квиста к ним присоединились Магнус Олин и Кристер Педерсон. Их первое демо было записано в январе 2000 года. Всего за 3 месяца до начала записи их дебютного альбома The Battle of the Ivory Plains, Даниэль Квист решил покинуть группу и вскоре был заменен Улофом Мёрком. Альбом был выпущен 30 апреля 2001 года, а второй альбом Holy War — 8 февраля 2002 года. В обоих участвовал вокалист Йонас Хайдгерт на ударных.
В 2003 году Dragonland пригласили японскую пауэр-метал-группу Galneryus для выступления во время японского турне. 27 октября 2004 года был выпущен третий альбом Starfallс Джесси Линдскогом на ударных.

## Дискография
- Storming Across Heaven Demo (2000)
- The Battle of the Ivory Plains (2001)
- Holy War (2002)
- Starfall (2004)
- Astronomy (2006)
- Under The Grey Banner (2011)
- The Power of the Nightstar (2022)

## Состав группы
- Улоф Мёрк — гитара
- Йонас Хайгерт — вокал (ударные до 2002 года)
- Никлас Магнуссон — гитара
- Кристер Педерсен — бас-гитара
- Элиас Хольмлид — клавиши, синтезатор
- Йессе Линдскуг — ударные (с 2002 года)